# Гарри Поттер и Орден Феникса
«Га́рри По́ттер и О́рден Фе́никса» (англ. Harry Potter and the Order of the Phoenix) — роман британской писательницы Дж. К. Роулинг и пятая часть в серии книг о Гарри Поттере. Сюжет произведения заключается в борьбе антагониста Лорда Волан-де-Морта и главного героя Гарри Поттера на его пятом курсе в Школе Чародейства и волшебства Хогвартс, а также в сдаче экзаменов С.О.В. и доскональном показе Министерства Магии.
Роман был опубликован в Великобритании 21 июня 2003 года издательством Bloomsbury. В России книгу впервые представили в 2004 году издательством «Росмэн», однако через несколько лет её переиздали в другом издательстве «Махаон» в переводе Марии Спивак, который был крайне отрицательно встречен публикой. За первые 24 часа после публикации было продано пять миллионов копий.
«Орден Феникса» получил множество наград, такие как премия Американской библиотечной ассоциации за лучшую книгу для молодежи в 2003 году. По книге также был снят одноимённый фильм 2007 года и видеоигра от Electronic Arts.

## Сюжет
Во время летних каникул на Гарри Поттера и его кузена Дадли Дурсля нападают дементоры, и Гарри вынужден применить заклятие Патронуса, чтобы спастись. На его имя сразу же приходит письмо, в котором его исключают из школы за применение магии на глазах у маглов. Дурсли готовы выкинуть Гарри из дома, несмотря на то, что тётя Петуния догадывается, кто именно угрожал её племяннику и сыну. Ситуацию спасают знакомые Гарри с прошлых лет мракоборцы (боевые маги): Аластор Грюм, Римус Люпин и ещё несколько новых знакомых — метаморфомаг Нимфадора Тонкс (может менять свою внешность) ненавидящая, когда её зовут по имени и старший мракоборец Кингсли Бруствер. Они забирают Гарри в дом 12 на площади Гриммо, где провёл своё детство и сейчас скрывается от преследования крёстный отец Гарри — Сириус Блэк. Дом является штабом организации «Орден Феникса» — отряда магов, воевавших против Волан-де-Морта.
От членов Ордена Гарри узнаёт мимолётом, что Лорд Волан-де-Морт хочет отыскать какой-то артефакт, до которого не смог добраться в прошлый раз, а также что пресса по негласному указанию министра магии Корнелиуса Фаджа всячески замалчивает возрождение Волан-де-Морта. Сириус рассказывает Гарри о своей семье, в том числе и о родстве с Малфоями и с Беллатриссой Лестрейндж, сидящей в Азкабане сторонницей Волан-де-Морта. В доме Блэков живёт ворчливый эльф-домовик Кикимер, которого бесит само присутствие полукровок и маглов. Сириус, официальный хозяин Кикимера, не любит его и видеть не желает. Чуть позже Гарри на слушании в Министерстве Магии с помощью директора Хогвартса и главы Ордена Феникса Альбуса Дамблдора добивается признания своей невиновности Он понимает, что Фадж занимается «чёрным пиаром» в отношении Гарри и Дамблдора, не желая признавать возвращение Тёмного Лорда. По пути в Хогвартс Гарри знакомится с Луной Лавгуд, обладающей не таким видением на мир, как у других людей. Он препирается в очередной раз с Драко Малфоем, предвкушающим наступление «нового порядка» при Волан-де-Морте. Рон и Гермиона в этом году будут старостами Гриффиндора; от Слизерина же назначается Драко Малфой, который не упускает повода вылить поток оскорблений на Гарри и его друзей. Также выясняется, что по какой-то причине Хагрида в школе пока не будет.
В Хогвартсе все узнают имя нового профессора Защиты от тёмных искусств — Долорес Амбридж, которую все за глаза и мерзкий характер зовут «Жабой». Она присутствовала на суде над Гарри, пыталась добиться признания его виновным в нарушении магических законов. Амбридж была направлена в школу по приказу Фаджа. Она разделяет все его убеждения. Гермиона называет это явным вмешательством в дела школы. Её подозрения подтверждаются на первом же уроке по защите от тёмных искусств, когда Амбридж запрещает использовать палочки и всё сводит к теории. За нежелание Гарри признать мнение Фаджа по поводу Волан-де-Морта единственно правильным наказывает парня, заставляя писать слова «Я не должен лгать» заколдованным кровавым пером (на руке проявляются те же самые слова, словно нацарапанные ножом). Из-за мерзкой манеры преподавания Амбридж, а также из-за того, что она не даёт практиковаться, многие студенты решают создать свою группу по изучению защиты от тёмных искусств. Так появляется Отряд Дамблдора. Туда входят Гарри Поттер, Рон Уизли, Гермиона Грейнджер, а также Невилл Долгопупс, братья Фред и Джордж Уизли, Джинни Уизли, Полумна Лавгуд, Майкл Корнер, Захария Смит, Эрни Макмиллан, Джастин Финч-Флетчли и другие. Амбридж запрещает создавать любые группы без её разрешения, но на помощь приходит домовик Добби, который рассказывает о Выручай-комнате, способной принимать любой образ по желанию того, кто хочет туда попасть, и которую без чётко определённой цели никто никогда не откроет. Эта комната и становится штабом Отряда Дамблдора. Гермиона собирает с участников группы подписи и заколдовывает пергамент, чтобы никто не выдал их. Так она вручает всем заколдованные монеты-информаторы, на которых вместо даты чеканки каждый раз будет отображаться дата следующей встречи.
Гарри выясняет, что среди членов Ордена Феникса числятся некоторые преподаватели Хогвартса. Амбридж же начинает проводить проверку учителей и всячески пытается их выпроводить или отстранить от деятельности. Работавший в Министерстве магии брат Рона Перси открыто требует в письме
Вскоре во сне Гарри видит, но е-Морта Нагайна ползёт где-то в Министерстве магии и кусает Артура Уизли. Гарри сообщает профессору Макгонагалл и профессору Дамблдору, и они едва успевают спасти мистера Уизли. ДамПор же совРождественские каникулы Гарри, Гермиона и семья Уизли проводят в доме Блэков. Они навещают Артура в больнице, где встречают Невила и его бабушку, которые навещают Фрэнка и Алису Долгопупс, душевно пострадавших от пыток Беллатрисы Лестрейндж.
Герои возвращаются в «Хогвартс». Гарри начинает заниматься окклюменцией — практикой защиты мыслей — под руководством Северуса однако мастер зельеварения не может обойтись без оскорблений на почве личной неприязни, и всё, что у Гарри получается — лишь случайно прочитать. Он приятные детские воспоминания самого Снегга. На Рождество у Гарри завязываются романтические отношения с Чжоу Чанг, бывшей девушкой Седрика Диггори, погибшего год назад на Турнире Трёх Волшебников.
Амбридж продолжает наводить свои порядки, вводя декреты и запрещая всё подряд. Она увольняет профессора Сивиллу Трелони с поста преподавательницы Прорицаний, однако Дамблдор разрешает Трелони остаться жить в замке и приглашает кентавра Флоренца на её место преподавателя, чем бесит «Жабу». В феврале в Хогсмиде у Гарри и Чжоу случается размолвка, поскольку та якобы приревновала Гарри к Гермионе; подруга Чжоу, Мариэтта Эджком, пробалтывается Амбридж об «Отряде Дамблдора», вследствие чего срабатывает проклятие Гермионы, и на лице Мариэтты появляются прыщи в виде слова «ЯБЕДА». О предательстве Эджком узнаёт весь отряд. После раскрытия клуба учеников Дамблдор принимает на себя весь удар и внушает Фаджу, что с этим отрядом собирался захватить власть в Министерстве, после чего сбегает. Амбридж становится директором и создаёт Инспекционную Дружину из слизеринцев, которые снимают баллы со всех подряд и наказывают всех, несогласных с Фаджем. Ученики начинают яростный саботаж режиму, установленному Амбридж, и вытворяют всевозможные проделки в её адрес, а учителя не то что не сопротивляются, но и молчаливо их поддерживают. Во главе саботажа стоят Фред и Джордж Уизли, продающие ученикам свои волшебные товары для розыгрышей. На уроке окклюменции, когда отлучается Снегг, Гарри заглядывает в Омут Памяти и узнаёт причину ненависти Снегга к нему самому: в своё время его отец Джеймс, Сириус, Римус Люпин и Питер Петтигрю гадко поступили со Снеггом, выставив его на посмешище перед школой и вынудив его обозвать мать Гарри, Лили, «грязнокровкой». Снегг возвращается в неподходящий момент в кабинет и, узнав, что Гарри докопался до его сокровенных воспоминаний, выгоняет его из класса. Гарри в кабинете Амбридж связывается с Сириусом и узнаёт от него некоторые подробности случившегося, пока Фред и Джордж прикрывают его. Братья Уизли, сначала устроив огромный фейерверк, а потом и затопив большой коридор болотом, в итоге сбегают из школы насовсем, чтобы окончательно заняться своим магазином волшебных шалостей в Косом переулке.
Рон, продолжая карьеру вратаря, всё-таки добивается того, чтобы Гриффиндор завоевал Кубок школы по квиддичу, и в решающий момент не подводит команду. Хагрид же, почему-то всё ещё оставаясь в свежих синяках и ссадинах, упоминает о том, что его может уволить Амбридж, и знакомит Гарри, Рона и Гермиону со своим младшим сводным братом, великаном Гроххом, которого спрятал в Запретном лесу, желая показать его людям в будущем. Хагрид признаётся, что именно Грохх, не осознающий собственной силы, наносил ему увечья в попытке выразить свое дружелюбие, и просит всех троих защитить Грохха, если самому Хагриду придётся уйти из школы. Предчувствие его не подводит: Амбридж нападает на дом Хагрида, однако лесничий разбирается с нападавшими и сбегает, но в результате боя попавшая под огонь людей Амбридж профессор Макгонагалл получает серьёзные увечья. Её отправляют в больницу Святого Мунго. Наступают экзамены С.О.В., и у Гарри в разгар одного из них случается видение, где Сириуса пытает Волан-де-Морт в Отделе Тайн. Гарри хочет связаться с крёстным через камин с помощью летучего пороха. Но Амбридж теперь контролирует все камины, кроме своего. Гарри в её кабинет, но на том конце камина, в штаб-квартире, домовик Кикимер говорит, что Сириуса дома нет, и он действительно в Министерстве. Амбридж ловит Гарри и его друзей и пытается выведать, что они делали в её кабинете. Для этого она зовёт Снегга и просит у него сыворотку правды, но получает отказ. Гарри вспоминает, что Снегг тоже член Ордена, и пытается передать послание о том, что Сириус в беде.
Гарри, Гермиона, Рон, Джинни, Полумна и Невилл отправляются в Министерство, чтобы не дать Волан-де-Морту добраться до того, что он хочет выпытать у Сириуса. Все шестеро летят на крылторых может видеть только тот, кто видел смерть (Полумна видела смерть своей матеони и Га, потой группДолоресо она и Гарри могут видеть фестралов). В Отделе Тайн Гарри догадывается, что Волан-де-Морт его обманул и чтих тут нет, однако находит странный стеклянный шар со своим именем и именем Волан-де-Морта. Внезапно их окружают Пожиратели Смерти во главе с Люциусом Малфоем, который объясняет, что это — прор.чОн Гарри и Волан-де-Мтсехорое может взять только тот, о ком и идёт речь. Волан-де-Морт слышал о пророчестве, но не узнал весь текст, и хочет заполучить его Люциус требует отдпоэтому ать пророчество в обмен на жизнь всех шестерых, но ребята вступают в бой, в ходе которого Невилл роняет и разбив.ееством, и все участники боя получают травмы и . Вия разнтвовавшие члены «Отряда»  тяжести. На помикам, сражающимся против о нПожирателзгар битвы Беллатрисса Лест, куда Снегг передал посланиерейндж попадает заклятием в Сириуса Блэка, вследствие чего тот влетает в Арку Смерти — странную конструпадаетколо которой можно услышать таинственные голоса — и погибает. Гарри, потрясённый гибелью Сириуса, хочет пытать Беллатриссу, безуспешно присобирается Круциатус. В бой веи пытается мблдорить оторыа ведёт дуэль против прибывшего в Отдел Тайн Волан-де-Морта: оба сражаются на равных. Тёмный Лорд п. Онися овладеть душой и телом Гарри, но последний находит в себе силы не поддаться злейшему врагу и изгоняет его из своего тела. Тут же появляется Корнелиус Фадж, который успевает заметить Волан-де-Морта, прежде чем тот сбежит с поля боя. Только после этого Министерство Магии признаёт свою преступную ошибку, из-за которой с самого начала весь год.и крушит всё в кабинете Дамблдора, и директор тщетно пытается успокоить ученика. Альбус объясняет, что Снегг прекрасно понял Гарри и проверил, в порядке ли Сириус: просто кто-то проболтался Малфоям о том, что Сириус — крёстный Гарри, и поэтому Волан-де-Морт создал лживое видение для Гарри, а домовик Кикимер, из вредности принявший очередное требование Сириуса уходить куда подальше за прямой приказ, частично освободился от обязательств перед хозяином и соврал Гарри про Сириуса. Чтобы снять все вопросы окончательно, Дамблдор рассказывает о пророчестве: Сивилла Трелони напророчила, что на исходе седьмого календарного месяца (июль) родится человек, способный победить Волан-де-Морта: родители этого человека должны были трижды бросить вызов Волан-де-Морту, и Тёмный Лорд сам отметит своего противника как равного, а последний будет владеть неведомой Волан-де-Морту силой. Но в этом противостоянии «один погибнет от руки другого, и не сможет жить один, пока жив другой». Тёмный Лорд знал только первую половину пророчества и попытался убить подходившего под пророчество Гарри, хотя под это описание подходил и Невилл Долгопупс. Альбус признаёт свою ошибку в том, что скрывал от Гарри правду о пророчестве и лишал его доступа к информации, за что Ордену пришлось дорого заплатить. Дамблдор просит Гарри остаться с Дурслями ещё на лето, поскольку тётя Гарри, приходящаяся родной сестрой Лили Поттер, обеспечивает защиту Гарри от нападения Пожирателей.
Гарри скорбит по Сириусу, самому родному ему человеку. Однако он узнаёт от гриффиндорского призрака Почти Безголового Ника, что Сириус был достаточно храбрым и не боялся смерти, поэтому и отправился в мир иной, а не стал призраком, как сам Ник. Дамблдора восстанавливают на всех постах. Амбридж пытается тайком сбежать из школы, но полтергейст Пивз её настигает и шумно прогоняет с позором, чему рады и ученики, и учителя. Все её декреты об образовании отменяют. Осознавая свой долг, Гарри решает продолжать борьбу против Тёмного Лорда; его друзьям, сражавшимся в Отделе Тайн, отдают должное и награждают баллами их факультеты. Все пожиратели (кроме сбежавшей Беллатриссы) попадают в Азкабан. Этой участи не избегает и Люциус Малфой. Уже на вокзале Гарри и друзей встречают Грюм и остальные члены Ордена.

## Публикация и выпуск
Фанаты серии книг о Гарри Поттере ждали три года между выходом четвёртой и пятой книг. Перед выпуском пятой книги уже было продано 200 миллионов копий первых четырёх книг в 200 странах мира переведённые на 50 языков. Поскольку серия книг уже стала глобальным явлением, книга била рекорды по количеству предзаказов, тысячи людей стояли в очередях за пределами магазинов 20 июня 2003 года, чтобы гарантированно получить свою копию в полночь. Несмотря на все принятые меры безопасности, 15 июня тысячи копий книги были похищены со склада Мерсисайд в Эрлстауне.

### Оценки критиков
Гарри Поттер и Орден Феникса был принят преимущественно позитивными отзывами и получил несколько наград. В 2004 году Американская библиотечная ассоциация назвала книгу «Лучшей книгой для молодых людей»; также книга вошла в список "Примечательных книг". Книга также получила золотую медаль Oppenheim Toy Portfolio и несколько других наград.
Роман был также хорошо принят критиками. Писательница USA Today Дейрдре Донахью похвалила Роулинг за её фантазию. Большинство негативных рецензентов были обеспокоены насилием, содержащимся в романе, и вопросами морали, возникающими на протяжении всей книги.
Обозреватель The New York Times Джон Леонард высоко оценил роман, сказав: «Орден Феникса медленно начинает, затем набирает скорость и со скоростью скейтбордиста в момент сальто несётся к неистовому финалу… Как Гарри становится старше, так и Роулинг — лучше». Однако он также критикует «однотонность» Драко Малфоя и предсказуемость Лорда Волан-де-Морта.